# Hamad Abbas Janahi
Hamad Abbas Janahi; auch Hamoud Abbas (* 4. August 1990 in Dubai) ist ein ehemaliger Tennisspieler aus den Vereinigten Arabischen Emiraten.

## Karriere
Hamad Abbas Janahi spielte hauptsächlich auf der ATP Challenger Tour und der ITF Future Tour.
Seinen ersten Auftritt auf World-Tour-Level im Doppel hatte er zusammen mit seinem Partner Mahmoud-Nader Al Baloushi bei den Barclays Dubai Tennis Championships im Februar 2008. Dort verloren sie ihre Erstrundenpartie deutlich gegen Martin Damm und Pavel Vízner mit 2:6 und 2:6. In den Jahren 2013 und 2014 verlor Janahi jeweils mit Omar Awadhy seine Auftaktpartien und schied dadurch jeweils aus. Im Februar 2015 gab Janahi in Dubai eine positive Dopingprobe ab. Er wurde von der ITF für zwei Jahre gesperrt.
Hamad Abbas Janahi spielte ab 2006 für die Davis-Cup-Mannschaft der Vereinigten Arabischen Emirate. Für diese trat er in 42 Begegnungen an, wobei er im Einzel eine Bilanz von 18:13 und im Doppel eine Bilanz von 12:15 aufzuweisen hat.